# Jakob Fleck
Jakob Fleck est un réalisateur allemand né le 8 novembre 1881 à Vienne en Autriche et mort dans cette même ville le 19 septembre 1953 .
Il est le mari de la réalisatrice Luise Fleck.

## Filmographie partielle
- 1910 : Die Ahnfrau (court-métrage)
- 1912 : Trilby coréalisé avec Luise Fleck, Anton Kolm et Claudius Veltée
- 1919 : Die Ahnfrau coréalisé avec Luise Fleck
- 1920 : Die Stimme des Gewissens coréalisé avec Luise Fleck
- 1927 : La Dame aux orchidées (Liebelei) coréalisé avec Luise Fleck
- 1928 : Die kleine Sklavin coréalisé avec Luise Fleck
- 1930 : Einbruch im Bankhaus Reichenbach coréalisé avec Luise Fleck
- 1932 : Une auto et pas d'sou (Ein Auto und kein Geld) coréalisé avec Luise Fleck
- 1941 : Söhne und Töchter der Welt coréalisé avec Luise Fleck et Fei Mu